# Björn Åberg
Björn Olof Conny Åberg (* 15. April 1968 in Östersund) ist ein ehemaliger schwedischer Freestyle-Skier. Er startete in der Buckelpisten-Disziplin Moguls.

## Werdegang
Åberg, der für den Östersunds FC startete, nahm im März 1989 in Åre erstmals am Weltcup teil und sprang dort auf den 47. Platz. In der Saison 1990/91 erreichte er jeweils mit dem fünften Platz in Voss sowie im Hundfjället seine ersten Top-Zehn-Platzierungen im Weltcup und bei den Weltmeisterschaften 1991 in Lake Placid den siebten Platz. Bei seiner einzigen Teilnahme an Olympischen Winterspielen im folgenden Jahr in Albertville belegte er den 16. Platz. In der Saison 1993/94 erreichte er mit dem vierten Platz in Altenmarkt-Zauchensee sein bestes Ergebnis im Weltcup und zum Saisonende den 20. Platz im Moguls-Weltcup. In seiner letzten Saison 1994/95 als aktiver Sportler wurde er mit sechs Top-Zehn-Platzierungen Zwölfter im Moguls-Weltcup und kam bei den Weltmeisterschaften 1995 in La Clusaz auf den 16. Platz.

## Erfolge

### Olympische Spiele
- 1992 Albertville: 16. Platz Moguls

### Weltmeisterschaften
- 1991 Lake Placid: 7. Platz Moguls
- 1995 La Clusaz: 16. Platz Moguls

### Weltcup-Gesamtplatzierungen
Åberg nahm an 37 Weltcups teil und erreichte sechs Top-Zehn-Platzierungen.
| Saison  | Gesamt | Gesamt | Moguls | Moguls |
| Saison  | Punkte | Platz  | Punkte | Platz  |
| ------- | ------ | ------ | ------ | ------ |
| 1990/91 | 5      | 72.    | 42     | 25.    |
| 1991/92 | 3      | 92.    | 24     | 36.    |
| 1992/93 | 9      | 103.   | 80     | 39.    |
| 1993/94 | 36     | 58.    | 284    | 20.    |
| 1994/95 | 54     | 40.    | 376    | 12.    |